# Dagmar Revyen
Dagmar Revyen var en dansk revy.

## Dagmar Revyen fandt i følgende år
- Dagmar revyen: "De gratis glæder" (1941)
- Dagmar revy: "Liva 1917-1942" (1942)
- Dagmar Revyen (1943)
- Dagmar Revyen (1946)
- Dagmar Revyen (1947)
- Dagmar revyen: "Pengene eller livet" (1949)
- Dagmar revyen: "Hallo!" (1953)